# Süleymanpaşa
Süleymanpaşa ist ein Landkreis der türkischen Provinz Tekirdağ und gleichzeitig ein Stadtbezirk der Büyükşehir belediyesi (Großstadtgemeinde) Tekirdağ. Nachdem die Provinzhauptstadt 2012 zur Büyükşehir belediyesi erklärt worden war, wurde der ehemalige zentrale Landkreis in Süleymanpaşa umbenannt. Seit der Gebietsreform 2013 ist die Gemeinde flächen- und einwohnermäßig identisch mit dem Landkreis.
Süleymanpaşa liegt im Zentrum der Provinz und umfasst die an der Küste liegende Provinzhauptstadt. Er grenzt im Südosten ans Marmarameer, im Süden an Şarköy, im Westen an Malkara, im Nordwesten an Hayrabolu, im Nordosten an Muratlı und im Osten an Çorlu. Durch den Kreis verläuft die Fernstraße D-110, die im Westen von der griechischen Grenze bei İpsala kommt, bei Tekirdağ die Küste erreicht und dieser folgend im Osten weiter nach Istanbul führt. Von der Hauptstadt führt nach Norden die D-565 nach Muratlı und eine Landstraße nach Hayrabolu im Nordwesten. Südwestlich des Zentrums liegt der Stausee Yazır Göleti, in dem mehrere kleine Wasserläufe zusammenfließen und aus dem der Ana Deresi nach Süden ins Meer fließt. Westlich von Tekirdağ entspringt der Tekke Deresi, der nach Norden fließend im Bıyıkali Göleti aufgestaut wird. Etwa parallel dazu fließen der Çikköy Deresi und der Kılıçova Deresi (auch Yılancıova Deresi), die sich zu einem Fluss vereinen, der ebenfalls Ana Deresi heißt und weiter nördlich in den Ergene Nehri mündet. Nördlich der Stadt liegt der kleine Stausee Yeşilsırt Göleti. Der Landkreis ist größtenteils flach, im Süden liegt ein Ausläufer des Bergzugs Ganos Dağı (auch Tekirdağ) mit dem 334 Meter hohen Gaziyiğit Tepesi.
Der Name geht auf Süleyman Pascha, den ältesten Sohn Orhans I., zurück, der im 14. Jahrhundert der erste Kommandeur der osmanischen Truppen in Thrakien war.
(Bis) Ende 2012 bestand der zentrale Landkreis neben der Provinzhauptstadt und Kreisstadt Tekirdağ aus den vier Stadtgemeinden (Belediye) Banarlı, Barbaros, Karacakılavuz und Kumbağ sowie 55 Dörfern (Köy) in vier Bucaks, die während der Verwaltungsreform 2013 in Mahalle (Stadtviertel, Ortsteile) überführt wurden, die 14 existierenden Mahalle der Kreisstadt blieben erhalten. Den Mahalle steht ein Muhtar als oberster Beamter vor. 
Ende 2020 lebten durchschnittlich 2.789 Menschen in jedem dieser 73 Mahalle, 34.113 Einw. im bevölkerungsreichsten (100. Yıl Mah.).